# Bolbodimyia nigra
Bolbodimyia nigra är en tvåvingeart som beskrevs av Stone 1934. Bolbodimyia nigra ingår i släktet Bolbodimyia och familjen bromsar. Inga underarter finns listade i Catalogue of Life.